# Petru Iosub
Petru Iosub (Fălticeni, 16 giugno 1961) è un ex canottiere romeno.

## Palmarès

### Olimpiadi
- 1 medaglia:
  - 1 oro (Los Angeles 1984 nel due senza)

### Mondiali
- 1 medaglia:
  - 1 bronzo (Lucerna 1982 nel quattro senza)